# Schlüsselsicherheit
Schlüsselsicherheit (für mechanische Schlüssel) ist gegeben, wenn durch geeignete Maßnahmen gewährleistet wird, dass ein Schlüssel nicht unbefugt kopiert werden kann.

## Maßnahmen
So soll durch Verwendung von Sonderprofilen verhindert werden, dass der Schlüssel mit handelsüblichen Schlüsselrohlingen nachgefertigt werden kann (Schlüsseldienst). Um Kopien legal zu erwerben, muss der zusätzliche Schlüssel beim Hersteller des Schließzylinders bestellt werden. Durch Sicherungskarten, Unterschrift o. ä. muss die Berechtigung nachgewiesen werden. Damit wird jedoch nur ein relativer Schutz erreicht, weil ein Schlüssel, der rein mechanisch kodiert ist, durch Abformung kopiert werden kann, wenn er, auch kurzzeitig, in unbefugte Hände gerät. Zur Schlüsselsicherheit gehört daher auch ein entsprechender Umgang mit den Schlüsseln. Zusätzlich können weitere Kodierungen angewendet werden, etwa in Form von Transponderchips, wie sie z. B. zur Steuerung der Wegfahrsperre bei Kraftfahrzeugen in Zündschlüssel integriert werden.
Entgegen der Ansicht vieler sind die Schlüssel einer Schließanlage nicht besonders geschützt, sofern kein Patent- oder Markenschutz besteht (siehe unten). Im Prinzip kann bei Fehlen eines solchen Schutzes kein Schlüsseldienst rechtlich dafür belangt werden, wenn er einen Schlüssel zu einer Schließanlage nachmacht. Bei Vorliegen eines Patentschutzes hingegen sind neben der Abgabe einer entsprechenden Unterlassungserklärung regelmäßig auch von Schlüsseldiensten die den Schutzrechtsinhabern entstandenen Anwaltskosten zu erstatten.
Je nach Komplexität der Fräsung von Schlüsseln aufwändiger Schließsysteme überschreitet die Fertigung von Schließanlagenschlüsseln jedoch ohnehin die Fähigkeiten der meisten Schlüsseldienste, da hierfür oft spezielle Maschinen notwendig sind.
Der Schutz vor unrechtmäßigen Schlüsselkopien wird von den Herstellern mit verschiedenen, im Folgenden dargestellten Maßnahmen propagiert.

## Sicherungskarte
Die Sicherungskarte wird mit jeder Schließanlage ausgeliefert. Diese Karte im Scheckkartenformat (ISO 7810) enthält in Hochprägung aufgebracht alle notwendigen Daten, um die Anlage eindeutig zu identifizieren. Mit der Karte soll ein Benutzer sich bei einem Schlüsseldienst als legitimer Eigentümer der betreffenden Schließanlage ausweisen, um zum Beispiel weitere Zylinder zu dieser Anlage bestellen zu können oder Schlüssel anfertigen zu lassen. Tatsächlich kann jedoch jeder Schlüsseldienst einen Schlüssel auch ohne die Sicherungskarte anfertigen, wenn er technisch dazu in der Lage ist. Der Schutz basiert also nur auf einer Art Ehrenkodex der Schlüsseldienste, keine Anlagenschlüssel ohne Vorlage der Sicherungskarte anzufertigen. Einzig die Beschaffung bestimmter Schlüsselrohlinge stellt insofern ein Problem dar, als diese vom jeweiligen Hersteller des Schließsystems nur an autorisierte Fachhändler gegen Vorlage der Sicherungskarte ausgeliefert werden. Doch sind verschiedene spezielle Rohlinge auch über freie Zulieferer erhältlich. Diese Rohlinge haben eine vom Original etwas abweichende Form und sind daher patent- und markenrechtlich nicht mehr geschützt.

## Patentrechtlicher Schutz
Ein patentrechtlicher Schutz der Schlüssel ohne technischen Kopierschutz ist nahezu sinnlos. Das Patentrecht entfaltet seine Schutzwirkung ohnehin nur im gewerblichen Handel. Der technische Kopierschutz ist die Grundvoraussetzung. Dieser technische Kopierschutz kann nur längerfristig Bestand haben, sofern sich für die Elemente, die den technischen Kopierschutz begründen, auch eine Schutzwirkung über ein Patent ableiten lässt. Die Laufzeit von hier relevanten Patenten ist auf 20 Jahre begrenzt. In der Praxis vergehen meistens zwei Jahre von der Anmeldung bis zur Markteinführung. Geschützt werden technische Neuerungen am Schlüssel oder im Schließzylinder.
Da der Schließzylinder bereits 1865 erfunden wurde und seitdem ständig weiterentwickelt wurde, ist es nahezu unmöglich, echte „technische Neuerungen“ in herkömmlichen einreihigen Stiftsystemen zu entwickeln. Da eine Schließanlage ohne rechtlichen Kopierschutz kaum Abnehmer finden würde, lassen sich Hersteller von Schließanlagen auch Patente für einfache Zylindersysteme eintragen, deren Sinn umstritten ist. Hier ist das Patent zumeist auf eine aus Schlüssel und Schließzylinder bestehende Schließvorrichtung gerichtet. Ein wirksamer rechtlicher Kopierschutz der Schlüssel lässt sich in der Regel daraus nicht ableiten. Teilweise ist sogar der behauptete Patentsinn verfehlt.
Seit dem Jahr 2001 ist eine Rohlingsfräsmaschine, die sogenannte „EasyEntrie“ auf dem Markt, die sehr viele angeblich geschützte Rohlinge nachfertigen kann, ohne die von Herstellern behaupteten Patente zu verletzen. Hersteller haben versucht, mit rechtlichen Schritten gegen den Maschinenhersteller vorzugehen, bis heute allerdings ohne greifbaren Erfolg.
In der Regel können nur Systeme mit mehr als einer Zuhaltungsreihe möglicherweise nachhaltigen Patentschutz im Sinne eines Kopierschutzes der Schlüssel bieten. Meist ist hier ein bewegliches Element im bzw. am Schlüssel angebracht, dessen bewegliche Funktion schließnotwendig ist.

## Markenrechtlicher Schutz
Verschiedene Hersteller lassen sich eine bestimmte Profilform als Bildmarke eintragen, um den Schlüssel so vor unrechtmäßigen Kopien zu schützen. Über ein spezielles Seitenprofil ist hierbei an der Schlüsselspitze das jeweilige Firmenlogo zu lesen, womit sich das Profil dann markenrechtlich auf unbegrenzte Zeit schützen lässt. Bei der Anfertigung von Rohlingskopien durch Fremdhersteller wird durch Auslassen von nicht für den Schließvorgang benötigten Profilelementen das Hersteller-Logo unkenntlich, und der Schlüsselrohling ist somit nicht mehr geschützt.

## Technischer Kopierschutz
Fachlich geht man von einem technischen Kopierschutz aus, sofern die Herstellung einer Schlüsselkopie nicht mit handelsüblichen Fräsmaschinen auszuführen ist. Auch hier gibt es nur wenige Systeme, die tatsächlich über einen technischen Kopierschutz verfügen. In der Regel lässt sich der technische Kopierschutz an einem beweglichen, für den Schließvorgang notwendigen Element am bzw. im Schlüsselrohling erkennen. Meist ist bzw. war dieses bewegliche Element Inhalt einer Patentanmeldung. Sofern das Patent noch Gültigkeit besitzt, kann von einem optimalen Kopierschutz gesprochen werden. Sofern das Patent abgelaufen ist, besteht in der Regel dennoch ein relativ hoher Kopierschutz, da die Rohlinge in der Regel weder im freien Handel erhältlich noch mit handelsüblichen Fräsautomaten ohne weiteres herstellbar sind.